# Courcy-aux-Loges
Courcy-aux-Loges is een gemeente in het Franse departement Loiret (regio Centre-Val de Loire) en telt 350 inwoners (1999). De plaats maakt deel uit van het arrondissement Pithiviers.

## Geografie
De oppervlakte van Courcy-aux-Loges bedraagt 20,8 km², de bevolkingsdichtheid is 16,8 inwoners per km².
De onderstaande kaart toont de ligging van Courcy-aux-Loges met de belangrijkste infrastructuur en aangrenzende gemeenten.

## Demografie
Onderstaande figuur toont het verloop van het inwonertal (bron: INSEE-tellingen).